# Bellignies
Bellignies é uma comuna francesa na região administrativa de Altos da França, no departamento do Norte. Estende-se por uma área de 5.18 km². Em 2010 a comuna tinha 829 habitantes (densidade: 160 hab./km²).